# Église Saint-Paul et Saint-Georges d'Édimbourg
Pour les articles homonymes, voir Église Saint-Paul.
L’église St Paul et St George (ou populairement "Ps and Gs") est une église évangélique  de l'église épiscopalienne écossaise située au centre d'Édimbourg, en Écosse. Elle se trouve sur York Place à l'est de la New Town d'Édimbourg et est protégée comme immeuble classé de catégorie A .

## Histoire
Le bâtiment a été érigé comme une église dédiée à saint Paul, en remplacement d'une chapelle du Cowgate. Elle a été conçue par Archibald Elliot entre 1816 et 1818, puis agrandie par Peddie et Kinnear dans les années 1890. En 1932, la congrégation fusionna avec celle de l'église St George, également située à York Place. L'arrêt de tramway York Place est proche de l'église.
L’église a récemment entrepris un projet de construction d’une valeur de 5,6 millions de livres sterling afin de l’agrandir et d’améliorer ses installations.  Pendant les travaux de rénovation, la congrégation s'est réunie temporairement dans les halls de résidence Pollock .